# Amt Schenefeld
Amt Schenefeld – związek gmin w Niemczech w kraju związkowym Szlezwik-Holsztyn, w powiecie Steinburg. Siedziba związku znajduje się w miejscowości Schenefeld.
W skład związku wchodzą 22 gminy:
1. Aasbüttel
2. Agethorst
3. Besdorf
4. Bokelrehm
5. Bokhorst
6. Christinenthal
7. Gribbohm
8. Hadenfeld
9. Holstenniendorf
10. Kaisborstel
11. Looft
12. Nienbüttel
13. Nutteln
14. Oldenborstel
15. Pöschendorf
16. Puls
17. Reher
18. Schenefeld
19. Vaale
20. Vaalermoor
21. Wacken
22. Warringholz

Do 31 grudnia 2012 do związku należała gmina Siezbüttel, ale następnego dnia została włączona do gminy Schenefeld.